# Ліндсі Мідоуз
Лі́ндсі Мідо́уз (англ. Lindsey Meadows; нар. 10 квітня 1982 року, Клівленд, Огайо, США) — американська порноакторка. 
У порноіндустрію потрапила 2004 року у віці 22 років.

## Номінації та нагороди
- 2008 AVN Award номінація — Unsung Starlet Of The Year[4]
- 2008 AVN Award номінація — Best POV Sex Scene — POV Pervert 7[4]
- 2008 AVN Award номінація — Best POV Sex Scene — Fresh Meat 23[4]
- 2008 F.A.M.E. Award — Most Underrated Star[5]
- 2009 AVN Award номінація — Best Oral Sex Scene — Tristan Taormino's Expert Guide to Oral Sex 2: Fellatio
- 2009 AVN Award номінація — Best Threeway Sex Scene — Sweat 3
- 2009 AVN Award номінація — Unsung Starlet Of The Year
- 2009 XRCO Award номінація — Unsung Siren[6]
- 2010 AVN Award номінація — Best supporting actress — The Price of Lust
- 2011 AVN Award номінація — Best Group Sex Scene — Out Numbered 5